# Cochlostoma porroi
Cochlostoma porroi is een slakkensoort uit de familie van de Megalomastomatidae. De wetenschappelijke naam van de soort is voor het eerst geldig gepubliceerd in 1850 door Strobel.